# Loïc Schneider
Pour les articles homonymes, voir Schneider.
Loïc Schneider est un maraîcher, écrivain, poète et militant écologiste français né en 1995 à Nancy. Il a fait l'objet de plusieurs procès liés à son activisme.

## Lutte contre l'enfouissement de déchets nucléaires
Loïc Schneider s'implique à 19 ans dans la lutte contre l'enfouissement de déchets nucléaires à Bure.
Peu avant 2015, Loïc Schneider s'implique dans le mouvement Anonymous sous le pseudonyme Boby, où il participe notamment à une attaque par déni de service contre des sites institutionnels régionaux lorrains (Conseil régional de Lorraine, Conseil général de la Meuse, ANDRA).

## Condamnation à la prison en Allemagne
En juillet 2017, il participe à un mouvement de contestation contre le sommet du G20 de 2017 à Hambourg. Il est arrêté à la suite des actions de vandalisme, accusé d'avoir jeté un pavé sur la police et condamné à trois ans de prison,. Il est libéré après 16 mois et remporte en 2023 un procès en appel afin de réduire sa peine de prison.

## Opposition aux méga-bassines
En juin 2023, Loïc Schneider participe aux mouvements d'opposition aux méga-bassines en France en se rendant à Sainte-Soline. Il est arrêté par la police et accusé d'avoir porté un gilet de gendarme ramassé au sol et d'avoir taggé un véhicule de gendarmerie qui avait été incendié plus tôt, et condamné à un an de prison,,. En appel, la peine est réduite à six mois de prison.

## Plainte par Gérald Darmanin
En novembre 2023, il est visé par une plainte de Gérald Darmanin après avoir rediffusé sur sa chaîne Youtube une chanson que le ministre de l'Intérieur considère comme un appel à la violence. Il est relaxé en décembre 2023.

## Publications
- Dialogues procès, Sachez que je n'attends rien de votre institution, Tribunal de Bar-le-Duc, Brochure, juin 2017 (source Infokiosques.net)
- Loïc Schneider, Poèmes d'un révolté, Nancy, Kairos, 17 février 2016, 126 p. (ISBN 979-1-092-72612-1, OCLC 989726275, présentation en ligne)